# All Ceylon Tamil Congress

Bandera del ACTC.

All Ceylon Tamil Congress (tamil: அகில இலங்கைத் தமிழ்க் காங்கிரஸ், Cingalés: සමස්ත ලංකා දෙමළ කොංග්‍රසය, español: Congreso Tamil de Ceilán) es el partido político tamil más antiguo de Sri Lanka. El ACTC se fundó en 1944 por G.G. Ponnambalam. Debido a la colaboración del ACTC con el United National Party, un grupo liderado por S.J.V. Chelvanayakam, aunque en 1949 se disolvió para formar el Federal Party (FP).
El ACTC estuvo muy desacreditado cuando su aliado UNP abandonó su política bilingüe para dar lugar a una política procingalesa. De este modo, el FP pasó a ser el partido tamil más votado en 1956.
En 1972, el ACTC Y EL FP formaron el Tamil United Front, que más tarde se uniría al Tamil United Liberation Front en 1976.
Durante las elecciones del 2001, el ACTC se unió a la Tamil National Alliance, una división del LTTE. En las elecciones de 2004, el TNA consiguió el 6.9% de los votos y 22 de los 225 escaños al parlamento.
- Datos: Q3269564